# Hands Up! (film 1917)
Hands Up! è un film muto del 1917 diretto da Tod Browning e Wilfred Lucas. Lucas, oltre a firmarne la sceneggiatura, ne è anche l'interprete principale insieme a Colleen Moore e Monte Blue.
L'autore della storia, Al Jennings, era in realtà un ex bandito e rapinatore che era stato graziato dal presidente Theodore Roosevelt.

## Trama
John Houston, presidente della ferrovia, si trova sul treno insieme a sua figlia Marjorie e alla fidanzata quando il convoglio viene aggredito dai banditi. Uno di questi, Dan Tracy, è attratto da Marjorie che, romanticamente, si lascia corteggiare dal fuorilegge: i due si scambiano gli anelli e si ripromettono di rivedersi segretamente in città. Houston, quando si rende conto che il nuovo corteggiatore della figlia è un bandito, assume un investigatore per indagare sul suo conto. Il detective scopre che Dan è figlio dello stesso Houston, nato dal suo primo matrimonio. Il magnate, allora, permette al giovane di fuggire.
Dan convince Marjorie a seguirlo nella fuga e porta la ragazza nel suo nascondiglio in mezzo alle colline. Lì, però, si rende conto che il loro amore è impossibile. Mentre Houston arriva per salvare la figlia, Dan viene ucciso da Rosanne, gelosa del nuovo amore del suo uomo. Houston scopre che Dan Tracy era, sì, figlio della sua ex-moglie ma che il vero padre era in realtà un altro uomo.

## Produzione
Il film fu prodotto dalla Fine Arts Film Company. Venne girato in California, a Los Angeles, al Santa Ynez Canyon e all'Alexandria Hotel al 501 di S. Spring Street.

## Distribuzione
Distribuito dalla Triangle Distributing, il film uscì nelle sale cinematografiche statunitensi il 29 aprile 1917.
Non si conoscono copie ancora esistenti della pellicola che viene considerata presumibilmente perduta.